# Gmina Hazel Green

Położenie Gminy Hazel Green w hrabstwie Delaware

Gmina Hazel Green (ang. Hazel Green Township) – gmina w USA, w stanie Iowa, w hrabstwie Delaware. Według danych z 2000 roku gmina miała 408 mieszkańców, a jej powierzchnia wynosi 93,34 km².